# 乌拉圭国家图书馆
乌拉圭国家图书馆（西班牙語：Biblioteca Nacional de Uruguay）位於烏拉圭首都蒙得維的亞。它是在1816年創建，但开馆8个月即被葡萄牙入侵者破坏，1838年才重新开放，現今的建築則是在1955年落成的。乌拉圭国家图书馆身兼国家图书馆、研究图书馆和公共图书馆数职。2006年，它擁有超過90萬本書籍、20,000種期刊、視聽資料、地圖、樂譜、版畫、水彩畫、照片和手稿。